# 桜川 (青森市)
桜川（さくらがわ）は青森県青森市にある地区名。団地名としては桜川団地とも言われる。1丁目から9丁目まである。

## 概要
桜川団地は1960年代前半から造成された団地である。
　移住者は青森市中心部に住んでいた人が中心であり、かつては高級住宅街であった。当時は商店も多く人で賑わっていたが、今は寂れていて静かな住宅街となっている。
　2001年に亀屋食彩館桜川店も閉鎖し、特に北部では商店が少なくなっている。
　地区の中を走る桜川中央通りには桜の街路樹があり、青森市内有数の桜の名所とされている。
　駒込川を挟んで、対岸の隣の松森地区には地元テレビ局（青森テレビ・青森放送の本社）が存在することから、ローカル放送では、それぞれの局の屋上カメラから、桜川地区の風景が映されることもしばしばある。
　なお、リバーサイド桜川やみちのく銀行桜川支店は近隣の松原、奥野地区にあるにもかかわらず、桜川の名称を用いている。
　桜川という地名の由来は、「殿様を出迎えるため、川岸に桜を植えたから」という風説もあるが、実際は、桜川団地形成の時に植えられたものである。

## 歴史
かつては南部の一部を除き田園風景が広がっていた。荒川と駒込川の合流部付近にあるため全体的に湿地帯になっており、田んぼや畑などにも不向きな地であった。筒井村の子供などが遊び場であったと伝えられる。
- 1955年（昭和30年） - 青森市に筒井町が編入されたことに伴い青森市の一部となる。
- 1960年代前半 - 現在の桜川で団地の造成が行われ、県営住宅、市営住宅が建てられた。
- 1969年（昭和44年） - 洪水で255戸が浸水。
- 1977年（昭和52年） - 青森高校漕艇部艇庫使用開始。
- 1984年 (昭和59年)11月1日 - 青森市の妙見・桜川地区の住居表示実施により、桜川一～九丁目が置かれた。

| 桜川一～五丁目 | 筒井字桜川の一部                 |
| 桜川六丁目     | 筒井字桜川、浦町字奥野の各一部。 |
| 桜川七～九丁目 | 筒井字桜川の一部                 |

- 2001年（平成13年） - スーパー亀屋桜川店が閉鎖。

## 名所

### 桜川中央通り
街路樹として桜が植えられており、毎年春になると桜のトンネルが出来ることで知られている。この桜は団地の造成が行われた際に同時に植えられたものである。毎年春には桜祭りが行われている。開花した時の景観は非常にいいが、桜の根の成長により、歩道に凸凹が見られる。とはいえ、この桜が桜川団地の名前を青森市内に広く知らしめていることは紛れもない事実である。また、ここにある桜は道路や排気ガスの熱で市内でもかなり早く咲く桜となっている（サンロード青森の排気口付近の桜も相当早く開花する）。

## イベント

### 桜祭り
4月の後半ごろに、桜川通り北部では桜川団地町会主催で、桜祭りが一日限りで夕方から夜にかけて行われている。夜桜市と呼称されている。桜祭りでは、提灯を車道と歩道の境界に吊るし、桜川通りの一部を通行止めにして露店を設けていて、多くの人が訪れている。

### 地域ねぶた
夏には地域ねぶたが子供達の手で運行されている。桜川団地町会の桜川団地町会子供育成部と、南桜川団地町会の南桜川団地子供会指導部の二つの団体がそれぞれ主催している。

## 河川
地区には東西にいずれも二級河川である堤川（もしくは荒川）と駒込川が流れている。いずれも堤防はコンクリートで高く作られており、河川に直接触れることは困難である。荒川の方では中州が現れることはほぼないが、駒込川の場合は水量が少ない場合中州が現れることもある。かつて荒川と駒込川の合流部であるこの付近は、戦国時代に堤ヶ浦として港湾に用いられたという記録もあるが、建物は隣の松原地区にあったという。

### 堤防
桜川地区の堤防は全体が二段の堤防となっており、下の方にコンクリートで固められたものがまずある。ここには一般の人は普段入れない。増水した時にはここまで水が来ることもよくある。1969年には洪水で255戸が浸水したため、上の堤防はかなり高く作られており、上にある堤防は駒込川上流部を除き、ほぼ全てがアスファルトで舗装された道路になっている。そのうち、駒込川にあるものは自転車橋に至るまで自転車道路となっている。駒込川の自転車橋から荒川の下筒井橋に至るまでの道路も、自転車歩行者専用道路となっている。

### ボート部
地区の最北部付近である荒川と駒込川の合流位置である桜川八甲緑地の堤防付近には、青森高校、青森西高校、青森商業高校、青森中央高校のボート部が共同で利用している艇庫がある。正式名称は青森高校漕艇部艇庫であるが、現在では他の高校にもボート部が出来た上、青森高校の漕艇部もボート部に名称変更したため、この名称はふさわしくないのかも知れないが、現在も1977年の使用開始当初と同じ名称で用いられている。その艇庫のすぐ傍には川に降りるスロープがあり、そこから彼らは練習を開始する。彼らの練習範囲は筒井橋から2004年から工事中の甲田橋までであり、荒川や堤川の堤防を歩けば、彼らの練習風景を見ることが出来ることもある。

### 白鳥
冬には川に青森県の県鳥である白鳥が飛来する。時と場所がよければ、容易に橋の上から白鳥の姿を眺めることも可能である。青森市中央部付近で白鳥を見ることができるのは堤川水系の河川のみであるため、一見する分には貴重な光景である。ただし、堤防が高く、餌を与えることが困難なうえ、夜になっても白鳥は鳴くため、付近住民に必ずしも親しまれているとは限らないようである。

## 施設など

### 高等学校
地区南部には八甲田山雪中行軍で有名な陸軍歩兵第五連隊跡に、1946年6月より青森高校が建てられている。かつては青森高校の校庭の脇に菊の紋章のある建物があったらしいが、現在では取り壊されているためその広大な敷地以外にかつての面影を探すことは出来ない。現在の校門は陸軍歩兵第五連隊跡の入り口である。

### 中学校
地区南部にはいずれも陸軍歩兵第五連隊跡に建てられているためか、青森高校に隣接する形で筒井中学校がある。高校の校庭と中学校の裏庭（テニスコートがある）が低いブロック塀一枚で区分されている。筒井中学校の教室棟は青森高校に面したところにあるため、容易に青森高校で行われる体育の授業や運動会の様子を窺うことができる。昭和56年に水準点が設けられ、平成4年にはもう一箇所設けられた。

### 小学校
現在、桜川地区に小学校は存在しない。桜川一丁目の当該児童は堤小学校、それ以外の地区にいる児童は筒井小学校に行くのが基本である。このうち筒井小学校は、筒井地区にあるが青森高校に隣接して存在するため、小中高の三校が非常に隣接した形で建っていることになる。筒井小学校と青森高校の間には住宅があるため、筒井小学校からは筒井中学校ほど容易に青森高校の様子を窺うことは出来ないが、筒井小学校の三階の教室から辛うじて青森高校で行われているプール授業の様子を眺めることが出来る。1990年代前半までは一年生の教室の脇に遊具は大量にあったが、危険であるとして2000年代前半までに遊具は全て撤去され跡地は駐車場となった。

### 幼稚園
いずれも私立である。
- 白ゆり幼稚園
- 聖ヤコブ幼稚園

### 保育園
- 桜川保育園

### 官舎・公舎など
- 警察官舎
- 県教職員公舎
なお、この付近にはみちのく銀行と東北電力のアパートもある。
- 国家公務員住宅

### 教育センター跡
1964年11月（当時は青森市大字筒井字桜川という地名であった）に青森県理科教育センター及び青森県教育研究所が青森高校隣に設置されて後、1970年4月に統合後も長らく青森県教育センターとしてその建物は青森高校の隣にあったが、1998年4月に青森県情報処理教育センターと統合され、新しく青森県総合学校教育センターが青森市大矢沢字野田に設置されている。現在建物は青森高校の生徒が部活動などで一部利用している。2011年に道路拡張工事に伴い解体工事が開始され、その後解体された。

### 公園
- 桜川北公園
白ゆり幼稚園のすぐ脇にある。ブランコや鉄棒など児童が遊ぶための遊具がある。所在地は桜川2丁目14。
- 桜川西公園
その形状から三角公園とも呼ばれるが、規模は非常に小さい。ブランコなど児童が遊ぶための遊具がある。所在地は桜川2丁目7。
- 桜川中央公園
第三公園とも呼ばれる。これは桜川北公園、桜川西公園の次の公園であるという意味であると考えられる。町内会のイベントなどがここで行われたりしているようである。ブランコなど児童が遊ぶための遊具があるが、2005年に一部取り壊された。また、この公園には公衆電話もある。所在地は桜川4丁目30。

### 緑地
- 桜川八甲緑地
高校のボート部がよく練習の際に利用している。北側の芝の広場、中央の砂の広場、南部の並木の3つの部分から構成されている。敷地面積は桜川にある3つの公園よりも広く、かつては南の方にある遊具から、正式な公園ではないがパンダ公園とも呼ばれていたが、少子化の影響でここで遊ぶ子供を見かけることは少なくなってしまった。所在地は桜川1丁目1。
- 桜川北緑地
道路に挟まれる形で存在する緑地。整備は全くと言っていいほど行われていない。緑地の内部に入る形の歩道は存在しない。緑地の周りを囲むようにして歩道はあるが雑草で歩きづらい。所在地は桜川1丁目7。
- 桜川南緑地
桜川福祉館のすぐ脇にある。桜川地区にある緑地の中では比較的整備がされている緑地である。緑地内を貫く形で歩道が存在する。所在地は桜川5丁目19。
- 桜川なかよし緑地
規模は小さいが県営南桜川団地の住民が時折利用しているらしい。所在地は桜川9丁目17。

### 橋
下流から並べる。

#### 荒川の橋
- 桜川橋
両端の歩道に融雪機能が設けられている。照明があるが何台かは故障しているようである。平成17年度は車道に凍結防止剤が撒かれている。福田橋に抜ける道路の橋である。
- 下筒井橋
歩道橋である。昭和47年に右岸（桜川地区）に水準点が設けられている。昭和57年には左岸にも水準点は設けられた。橋の色が緑色であるため、ボート部からは「緑橋」と呼ばれている。
- 筒井橋
青森県道40号青森田代十和田線にかかる橋である。令和2（2020)年にかけ替えられた。

#### 駒込川の橋
- 八甲田自転車道橋
八甲田山のサイクリングセンターから続く青森十和田湖自転車道の終着地点の一つである。一応は国道4号まで自転車道は続いていることにはなっているが、そこは車道との併用であり、事実上自転車専用道路はここまでということになる。
- 八甲橋
自転車橋を除き、駒込川最下流の橋のため、川の水質調査の採取地点にされることがある。桜川地区の方の二本の道路の合流地点であるため、橋の形は少し桜川地区の方が広く、三角形に近い変わった形をしている。歩道は存在しないが橋は広く、通行することは可能である。
- 福田橋
両端の歩道に融雪機能が設けられている。桜川橋に抜ける道路の橋である。
- 晴雄橋
旧青中通りの橋であり、古くからある橋である。道の通称の通り現在の青森高校のある場所までかつては道路が続いていたが、途中の道は団地造成時に取り壊されている。そのため、桜川団地にある道路の中では珍しく道路の形が北東方向に傾いている。一方通行の車道の橋であり上流側に一応歩行者帯は設けられているが、車道自体が狭いため通行には注意が必要である。1972(昭和47)年に水準点が設けられている。
- 松桜橋
市道3・4・3号蜆貝八重田線の開通工事の一環として計画自体は団地造成時からあったようだが、対岸の松森地区に墓地があった影響か2000年ごろまでは工事は行われず、長らく計画のみが存在していた。2002年に開通した。両端の歩道に融雪機能が付いている。この橋の歩道は桜川団地にある橋の歩道としては最も広いものである。
- 南桜川橋
桜川にある駒込川に架かる鉄道橋に並行する形で架けられている。下流側に歩道が設けられているが、歩道はそれほど広くはない。

### その他
- 福祉施設　桜川福祉館
選挙の時などに利用されている。
- 市民センター分館
桜川8丁目の徳の湯付近にある。

## 気候
夏は初めの頃やませが吹き、全体を通じても降水量も少ないという気候であるが、桜川団地は農家が少ないため、影響を受ける世帯は少ない。冬になると、原因不明であるが雪が桜川団地では青森市内の市街地の中でも特に降ることが多い。生活道路が狭いこともあって除雪には困難が付きまとうことが多いようである。

## 位置
市内を流れる河川、桜川の西を流れる荒川と桜川の東を流れる駒込川の合流地点付近にあり、その二つの河川に挟まれる格好で位置している。そのため川の中の半島のような格好になっており、筒井地区以外の地区に直接行こうとすると必ず橋を通ることになる（雪が多いため融雪機能の付いた橋も多い）。全体が東北本線の北側にあり、南東部では東北本線の線路の土手が地区の境界になっている。南西部では県道40号が境界線になっている。

## 小・中学校の学区
| 町名           | 番地 | 小学校             | 中学校             |
| -------------- | ---- | ------------------ | ------------------ |
| 桜川一丁目     | 全部 | 青森市立堤小学校   | 青森市立浪打中学校 |
| 桜川二～九丁目 | 全部 | 青森市立筒井小学校 | 青森市立筒井中学校 |

## 交通

### バス
- 青森市営バス
  - 小柳線 - 停留所は、桜川一丁目・桜川三丁目・桜川福祉館前・桜川中央・桜川六丁目・桜川七丁目。2009年3月までは桜川団地線が運行していた。
  - 桑原線・横内環状線 - 停留所は、青森高校前。ただし、青森市中心部方面行きは道路をはさんで向かい側の筒井に位置している。

### 鉄道
- 青い森鉄道 筒井駅

## 産業

### かつてあった銀行
- 青森銀行桜川支店
かつては派出所扱いであった。交差点を挟んで南東すぐ傍に亀屋があったが、今は取り壊されている。
やがて出張所扱いとなり、松原支店に合併する形で廃止された。

※なお、みちのく銀行桜川支店は桜川ではなく隣の奥野地区にある。合併で新設された青森銀行松原支店もすぐそばに作られた。

### スーパーマーケット
- 県民生協さくら館
もともとはかつてのJAのA-COOPの跡地に作られた。当初はさくら館ではなくただの生協として扱われていたが、あじさい館が付近の地区に出来たことなどにより2000年を過ぎた頃にさくら館と名づけられた。青森高校の生徒や付近の住民が利用していたようである。2018年に旧地点での営業を終了し、筒井中学校裏口（桜川通り側）付近に移転となった。

#### かつてあったスーパーマーケット
- 亀屋食彩館桜川店
1995年頃に食彩館にする改築工事を行い、東側に拡大していた。当初はパン屋などがあり、桜川最大のスーパーマーケットであったが、だんだんと経営が危うくなり、2001年に閉鎖。引き取り手も現れず、2003年頃に取り壊し工事が行われ、現在は跡地にはマンション「サンデュエル」が建てられている。
- A-COOP
2019年6月14日に開店した現在のやまやとダイソー（旧さくら館跡地）の共同店舗の北半分の敷地（ダイソーの看板がある側）に1990年頃まであった。

### コンビニエンスストア
- ファミリーマート青森桜川店
当初はサンクスとして松桜橋の開通直後に出来た地区初のコンビニエンスストアである。開通前は現在の駐車場に酒の自動販売機があった。2018年に親会社の合併の影響でサークルKサンクスからファミリーマートに改称した上で再オープンした。
もともとは「ヤマゼン」という酒屋であり、その名残なのか酒類が多く売られている。
- ローソン青森高校前店
青森高校そばに2008年12月にオープンした。
オープン1ヶ月前まで「青森桜川九丁目店」が仮称だった。
もともとは「土田商店」であり、そこでは青森高校の校章バッジを唯一購入できた店である。
2023年現在、閉店し跡地は駐車場となっている。

## 行政関連
県営住宅にアスベストが使用されていたとして現在問題になっている。また、青森高校脇の道路3・4・3号蜆貝八重田線で融雪溝の整備が現在計画されている。この道路は筒井小学校の通学路である上、特に西北部にいる青森高校の生徒がよく利用しているため、道幅が狭いさくら館から次の交差点までの部分において、大型貨物自動車が通行禁止となっている。

## 町内会
- 桜川団地町会
- 南桜川団地町会

## その他の地区データ
- 郵便局　桜川簡易郵便局

## 出身著名人
- 三遊亭神楽　落語家　円楽一門会所属　真打